# ليون إبرامسن
ليون إبرامسن (بالإنجليزية: Leon Abramson)‏ هو عازف جاز أمريكي، ولد في 6 أبريل 1925، وتوفي في 20 أبريل 1992.